# Comtat d'Offaly
El comtat d'Offaly (gaèlic irlandès Uíbh Fhailí) és un comtat de la província de Leinster (República d'Irlanda). Rep el nom per l'antic regne irlandès d'Uí Failghe.
Offaly és el divuitè comtat irlandès pel que fa a la superfície i el vint-i-tresè en població. És el cinquè més gran dels 12 de la província de Leinster i el novè en població. Pel que fa a la regió de Midlands, es tracta del que té més superfície i el segon en població.
Ciutats i pobles
- Ballinagar
- Ballyboy
- Banagher
- Birr
- Cadamstown
- Clara
- Cloghan
- Clonygowan
- Clonbullogue
- Clonmacnoise
- Coolderry
- Crinkill
- Croghan
- Daingean
- Edenderry
- Ferbane
- Geashill
- Horseleap
- Kilcormac
- Killeigh
- Killoughey
- Kinnitty
- Moneygall
- Mountbolus
- Portarlington
- Rahan
- Rhode
- Shannonbridge
- Shannon Harbour
- Shinrone
- Tullamore
- Walsh Island